# ماری‌باویر
ماری‌باویر (انگلیسی: Maribavir) (که با نام تجاری Livtencity فروخته می‌شود) یک داروی ضد ویروسی است که برای درمان سیتومگالوویروس پس از پیوند (CMV) به کار می‌رود.
شایع‌ترین عوارض جانبی شامل اختلال چشایی، حالت تهوع، اسهال، استفراغ و خستگی است.
ماری‌باویر یک مهارکننده سیتومگالوویروس pUL97 کیناز است که با جلوگیری از فعالیت آنزیم سیتومگالوویروس انسانی pUL97 عمل می‌کند و در نتیجه از تکثیر ویروس جلوگیری می‌کند.
ماری‌باویر در نوامبر ۲۰۲۱ میلادی برای استفاده پزشکی در ایالات متحده آمریکا تأیید شد.

## مصارف پزشکی
ماری‌باویر برای درمان افراد دوازده سال به بالا و با وزن دست‌کم ۳۵ کیلوگرم (۷۷ پوند) با عفونت/بیماری سیتومگالوویروس پس از پیوند که به درمان ضد ویروسی موجود برای سیتومگالوویروس پاسخ نمی‌دهد (با یا بدون جهش‌های ژنتیکی که باعث مقاومت می‌شوند) توصیه می‌شود.

## عوارض جانبی
عوارض جانبی ماری‌باویر شامل اختلالات چشایی، تهوع و استفراغ است.

## موارد منع مصرف
ماری‌باویر ممکن است فعالیت ضد ویروسی گان‌سیکلوویر والگان‌سیکلوویر را کاهش دهد، بنابراین مصرف همزمان با این داروها توصیه نمی‌شود.